# Take-or-Pay-Vertrag
Take-or-pay (Abkürzung: ToP-Klausel; deutsch „kaufen oder bezahlen“, „Mindestabnahmeklausel“) ist im Vertragsrecht der Anglizismus für eine internationale Vertragsklausel in Lieferverträgen, bei denen der Käufer gegenüber dem Verkäufer eine unbedingte Abnahmeverpflichtung für bestimmte Güter oder Dienstleistungen übernimmt und auch dann zur Zahlung verpflichtet ist, wenn er die Lieferung ganz oder teilweise nicht abnimmt.
Der Käufer (im Außenhandel der Importeur) übernimmt gegenüber dem Verkäufer (Exporteur) eine Zahlungsgarantie unabhängig davon, ob die Güter oder Dienstleistungen vom Verkäufer hergestellt oder vom Käufer abgenommen werden. Bei Nichtabnahme der vereinbarten Mindestmenge ist die Zahlung der nicht abgenommenen Menge dennoch fällig. Die Klausel erfasst auch produktionsbedingte Lieferausfälle. Die Fachliteratur befasst sich ersichtlich seit 1985 mit dieser Klausel.
Hauptanwendungsgebiete sind die Energiewirtschaft und Abfallentsorgung.

## Energiewirtschaft
Vertragsinhalt
In der Gaswirtschaft verpflichtet sich der Exporteur, Erdgas bis zu einer festgelegten Menge zu liefern und der Importeur, diese Menge zu bezahlen, unabhängig davon, ob er diese Menge auch tatsächlich abgenommen hat. Hiermit wird eine Mindestabnahmeverpflichtung vereinbart, die bei Nichtabnahme dennoch bezahlt werden muss, in der Regel ist der Käufer berechtigt, auch deutlich mehr abzunehmen.
Der deutsche Erdgasimport erfolgt ganz überwiegend auf der Grundlage von Take-or-pay-Klauseln. Das liegt daran, dass Erdgas im Gegensatz zu anderen Energieträgern nicht in dem Staat gefördert wird, wo es überwiegend verbraucht wird und deshalb aufwändige Pipelines verlegt werden müssen. Die Pipelines stellen ein Angebotsmonopol dar, weil Erdgas oder Erdöl hierin nur aus dem Ursprungsland bezogen werden kann. Die Exporteure nutzen dabei ihre monopolbedingte Verhandlungsmacht, um Take-or-pay-Klauseln durchzusetzen. Nach dem russischen Überfall auf die Ukraine sah sich auch Österreich in der dann unangenehmen Lage, die Lieferungen von Gazprom abnehmen und bezahlen zu müssen wegen einer Take-or-Pay-Klausel.
Solche Take-or-Pay-Verträge haben bei Großabnehmern häufig sehr lange Laufzeiten zwischen 25 und 30 Jahren. Heute sind im Allgemeinen nur noch Verträge über eine Laufzeit von höchstens 4 Jahren kartellrechtlich zulässig. Aufgrund der langen Laufzeit werden in der Regel keine Festpreise vereinbart. Verbreitet sind stattdessen Preisbindungen an öffentlich verfügbare Handelspreise oder Indizes des statistischen Bundesamts beispielsweise HEL-Index Rheinschiene.
Preisgestaltung
Preisbindungen an Indizes gehen oftmals mit typischen Preisformeln der Form 6-3-3 einher. Die drei Ziffern haben dabei üblicherweise die Werte 1, 3 oder 6. Dabei bedeutet die letzte Ziffer, im Beispiel eine 3, wie lange der Preis gültig ist, hier für 3 Monate, beispielsweise vom 1.7. bis zum 30.09. Die zweite Ziffer, im Beispiel wieder eine 3 bedeutet, dass vom 1.7. 3 Monate rückwärts gegangen wird, um zur Preisbildungsperiode zu gelangen. Diese endet somit am 30.03. Die erste Zahl bestimmt die Länge der Preisbildungsperiode. Somit beginnt die Preisbildungsperiode am 01.10. des Vorjahres. Um den gültigen Preis zu erhalten, müssen also die Monatspreise von Oktober bis März gemittelt werden, der resultierende Preis gilt dann für die Monate Juli bis September. Alle 3 Monate gilt ein neuer Preis, der durch die 3 Monate vorher liegende 6-Monatsperiode gebildet wird.
Es ist auch möglich, dass Preisanpassungen vorgenommen oder Bedingungen für Nachverhandlungen spezifiziert werden. Die Bestimmung des Preises kann weiterhin durch eine sogenannte Netback-Rechnung erfolgen. Der Netback-Marktwert für eine spezifische Kundengruppe errechnet sich am Importpunkt durch den niedrigsten Preis eines konkurrierenden Energieträgers (z. B. den Preisen für Rohöl, Heizöl, Kohle) abzüglich der Kosten für Transport, Speicherung, Messung, Steuern etc. Der Entwicklung des gewichteten, durchschnittlichen Netback-Wertes aller Gaskundengruppen ergibt die Preisgleitklausel des Gasimportvertrages.
Durch diese Art der Preisgestaltung, die sich an den Preisen konkurrierender Energieträger orientiert, ist eine möglichst hohe Auslastung der Pipelineinfrastruktur sichergestellt. Zudem führt diese Preisgestaltung zu einer speziellen Risikoallokation zwischen Produzenten und Importeuren. Dabei liegen die Risiken der Gaswirtschaft zum einen in der Entwicklung der Preise von Konkurrenzenergieträgern und zum anderen in einem allgemeinen Marktrisiko, das durch unvorhergesehene Konjunkturschwankungen, Veränderungen der Präferenzen sowie durch technische Entwicklungen und durch die Konkurrenzsituation zwischen den Unternehmen der Gaswirtschaft entsteht.
Durch die Weitergabe von Preisschwankungen der konkurrierenden Energieträger an die Produzenten tragen diese das Preisrisiko, während die Importeure das Mengenrisiko durch veränderte Marktbedingungen tragen. Dieses Mengenrisiko konnte in der Vergangenheit noch zusätzlich reduziert werden, indem der Zugang zu den Transport- und Verteilungsnetzen in einem bestimmten Versorgungsgebiet immer nur einem bestimmten Unternehmen offenstand und Dritten völlig verwehrt werden konnte (Marktschranke). Die Importeure konnten so die langfristig anfallende Nachfrage relativ sicher prognostizieren und ihr Mengenrisiko reduzieren. Durch die Einführung eines Gas-zu-Gas-Wettbewerbs oder eines sog. Third Party Access (d. h. der Öffnung des Zugangs zu den Transportnetzen für Dritte) entfällt diese Möglichkeit jedoch (zumindest teilweise), da dann Dritten der Zugang zu einem Versorgungsgebiet offensteht. Die Existenz von ToP-Verträgen im Gassektor scheint dadurch in Frage gestellt. Zur aktuellen Situation siehe Gasmarkt.
Sonstiges
Ähnliche Vereinbarungen sind auch bei Fernwärmelieferungen üblich.

## Abfallentsorgung
Bei der Abfallentsorgung geht die Lieferung vom Kunden aus, er liefert dem Entsorgungsunternehmen den Abfall. Deshalb heißt die Klausel hier „Bring-or-pay“ (deutsch „bringen oder bezahlen“). Die Klausel verpflichtet den Kunden, das Entgelt für die quartalsmäßig festgelegte Abfallmenge auch in dem Fall zu entrichten, dass der Kunde weniger als die vereinbarte Quartalsmenge anliefert und kein Ausgleich über entsprechende spätere Mehrlieferungen erfolgt. Im zitierten Urteil stellte der BGH fest, dass Mindermengen dann nicht bezahlt werden müssen, wenn dem Entsorgungsunternehmen hierdurch nachweisbar kein Schaden entstanden ist. Deshalb benachteiligt diese Klausel den Kunden unangemessen, weil sie dazu führt, dass das Entsorgungsunternehmen erbrachte und nicht erbrachte Leistungen des Kunden in gleicher Weise abrechnen würde.

## Wirtschaftliche Aspekte
Die Klausel verringert einseitig das Absatzrisiko des Verkäufers, während der Käufer einem Erfüllungsrisiko ausgesetzt ist. Diesem kann nur mit einer Vertragsstrafe begegnet werden für den Fall, dass der Verkäufer nicht liefern kann (Betriebsstörung) oder will (Vertragsbruch). Das Preisrisiko liegt beim Verkäufer, das Mengenrisiko beim Käufer. Damit führt die Klausel zu einer ungleichen Risikoverteilung. Das Zahlungsrisiko wird meist durch eine Zahlungsgarantie eines Kreditinstituts zu Gunsten des Verkäufers abgesichert.
Ob eine solche Klausel überhaupt bei Vertragsverhandlungen vereinbart wird, ist vor allem eine Frage der Verhandlungsmacht. Sind im Falle der Erdgaslieferungen die Pipelines bereits fertiggestellt, bevor der Liefervertrag geschlossen wird, sinkt die Verhandlungsmacht des Käufers (Moral Hazard). Akzeptiert der Käufer in dieser Situation die Klausel nicht und es kommt nicht zur Gaslieferung, wird die Pipeline für ihn zu einer Fehlinvestition.
Kommt es zu einem Abnahmestopp des Käufers, so muss er klauselbedingt die Mindestabnahmemenge bezahlen, ohne dass diese geliefert wird. Diese Problematik tritt nur dann nicht ein, wenn die Regierung einen Boykott ausspricht, der als höhere Gewalt gilt und sowohl die Lieferverpflichtung des Verkäufers als auch die Zahlungsverpflichtung des Käufers schadensersatzlos aufhebt.
Das Take-or-pay-Risiko des Importeurs (beispielsweise eines Energieversorgungsunternehmens) lässt sich nicht in den Allgemeinen Geschäftsbedingungen auf die Energieverbraucher überwälzen, wohl aber einzelvertraglich durch Individualabrede vereinbaren.
Wirtschaftlich erfüllt auch der Mindestumsatz die Take-or-Pay-Klausel.

## Abgrenzung
Bei der Take-and-Pay-Klausel bietet der Käufer dem Verkäufer eine Kaufgarantie bei gleichzeitiger Zahlungsverpflichtung an, der Vertrag verpflichtet zur Zahlung und zur Abnahme. Eine Zahlungspflicht besteht nur dann, wenn der Käufer die Lieferung auch tatsächlich erhält (bedingte Verpflichtung).